# Trirhabda attenuata
Trirhabda attenuata är en skalbaggsart som först beskrevs av Thomas Say 1824.  Trirhabda attenuata ingår i släktet Trirhabda och familjen bladbaggar. Inga underarter finns listade i Catalogue of Life.